# Újbarok
Újbarok è un comune dell'Ungheria di 377 abitanti (dati 2001). È situato nella contea di Fejér.